# Alexander Koch
Alexander Koch es un actor estadounidense de orígenes alemán, italiano y libanes nacido el 24 de febrero de 1988 en Grosse Pointe Park, Míchigan. Es conocido por interpretar a «Junior» Rennie en la serie de televisión de la CBS, Under the Dome. Es también conocido por participar en el video musical Issues con Julia Michaels.

## Biografía
Koch nació en Grosse Pointe Park, Míchigan. Es hijo de Joseph y Joya Koch, tiene dos hermanas mayores: Ashleigh y Michelle. Su padre fue un fiscal adjunto en el condado de Wayne que llevó a algunos de los criminales más notorios de Detroit a los tribunales, que murió en 2001. "Fue como mi primera introducción a la actuación porque me gustaba ir a la corte con él y verlo trabajar. Cuando estaba presentando casos era casi como si estuviera haciendo monólogos", recuerda Koch sobre su padre.
Alexander se graduó de la Escuela Secundaria Grosse Pointe South en 2006, durante este tiempo estuvo muy involucrado tanto en producciones de teatro de la comunidad local como de la escuela secundaria.
Asistió a la Escuela de Teatro de la Universidad DePaul y se sumergió en producciones como A Lie of the Mind, Hair, Intimate Apparel, Normal, Assassins y Reefer Madness: The Musical. En 2012 obtuvo el título de Bachelor of Arts en actuación. Hizo su debut en el cine como Frank en el corto independiente de Eddie O'Keefe, The Ghosts. Le gusta trabajar con música e imágenes cuando actúa y admite usar canciones para darle más énfasis a sus personajes. "Simplemente hace que el diálogo sea mucho más fuerte si se tiene una imagen distinta en tu mente", dice. Le gusta escribir, tocar la guitarra, escuchar música y la coleccionar discos de vinilo.
El 22 de enero de 2013, se anunció que Koch fue contratado para interpretar a «Junior» Rennie en la serie de la CBS, Under the Dome, adaptación de la novela del mismo nombre escrita por Stephen King.

## Filmografía
| Cine        | Cine                         | Cine                  | Cine           |
| Año         | Película                     | Rol                   | Notas          |
| ----------- | ---------------------------- | --------------------- | -------------- |
| 2011        | The Ghosts                   | Frank                 | Cortometraje   |
| 2011        | Winter                       | Charlie               | Cortometraje   |
| 2015        | Always Shine                 | Matt                  | Protagonista   |
| 2020        | Sightless                    | Clayton               | Protagonista   |
| 2023        | Felicidad para principiantes | Duncan                | Secundario     |
| Televisión  |                              |                       |                |
| Año         | Título                       | Rol                   | Notas          |
| 2012        | Underemployed                | Alexander             | 1 episodio     |
| 2013 - 2015 | Under the Dome               | James «Junior» Rennie | 39 episodios   |
| 2017        | Maya Dardel                  | Paul                  | Coprotagonista |